# 沼本克明
沼本 克明（ぬもと かつあき、1943年7月22日 - 2014年3月11日）は、日本の言語学者、日本語学者。文学博士。元広島大学教授。安田女子大学教授。専門は、日本漢字音の研究。2002年日本学士院賞受賞。

## 略歴
- 1966年、広島大学教育学部を卒業し、同大学大学院文学研究科に進む。
- 1972年、信州大学助教授となる。
- 1980年、日本古代漢字音に関する一連の研究に対して、金田一京助博士記念賞が授与される。
- 1987年、広島大学助教授となる。
- 1989年、広島大学教授となる。
- 1999年、新村出賞を受賞。
- 2002年、日本学士院賞を受賞。
- 2007年、広島大学を退官。
- 2013年、安田女子大学を退職。
- 2014年、正四位瑞宝中綬章を受賞。

## 著書
- 『平安鎌倉時代に於る日本漢字音に就ての研究』 1982年、武蔵野書院
- 『日本漢字音の歴史』 1986年、東京堂出版
- 『日本漢字音の歴史的研究 : 體系と表記をめぐって』 1997年、汲古書院
- 『歴史の彼方に隠された濁点の源流を探るー附・半濁点の源流ー』 2013年、汲古書院
- 『帰納と演繹とのはざまに揺れ動く字音仮名遣いを論ずー字音仮名遣い入門ー』 2014年、汲古書院